# Призрак Киева
«Призрак Киева» (укр. Привид Києва) — городская легенда про украинского военного лётчика-аса, который на МиГ-29 Воздушных сил Украины в феврале 2022 года за первые 30 часов с момента начала российского вторжения в боях за Киев якобы сбил шесть российских самолётов. В источниках легенды не было предоставлено ни подробностей, ни доказательств, а военные эксперты называли это хоть и возможным, но маловероятным. Эксперты заявили, что такие истории, как «Призрак Киева», являются частью украинской пропаганды или кампанией по поднятию морального духа, или, возможно, и тем, и другим.

## История
Образ «Призрака Киева» получил в конце февраля 2022 года широкое распространение в украинских СМИ, которые даже называли его «продолжателем традиций Ивана Кожедуба», поскольку он поднял моральный дух украинцев в условиях боевых действий. Бывший президент Украины Пётр Порошенко разместил твит с фотографией лётчика-истребителя (сделанной в 2019 году), утверждая, что это «Призрак Киева», который, по словам Порошенко, был настоящим человеком.
Пользователь YouTube с ником Comrade_Corb, изначально опубликовавший видеозапись, заявил, что кадры были взяты из компьютерной игры Digital Combat Simulator World (DCS) — симулятора боевых действий. Автор утверждал, что сделал ролик из уважения к «Призраку Киева» — лётчику-асу Вооружённых сил Украины (ВСУ), чьё существование также не подтверждалось.
30 апреля 2022 года командование Воздушных сил Украины опровергло слухи о том, что «Призраком Киева» был погибший 13 марта лётчик Степан Тарабалка, сообщив, что «Призрак Киева» — это легенда, собирательный образ пилотов 40-й бригады тактической авиации, действующих в небе над Киевом. Оно также заявило о том, чтобы инфопространство не заполнялось фейками. Украинские власти признали, что «Призрак Киева» был мифом. Также до этого в интернете расходились слухи о том, что некий Владимир Абдонов является украинским пилотом, уничтожившим 6 российских истребителей.

## Оценки
Многие источники считают Призрака Киева городской легендой или военной пропагандой, а предполагаемое существование пилота — серьёзным моральным подъемом для украинского населения, чтобы укрепить оптимизм во время российского вторжения. Историями также поделились украинцы в социальных сетях. Некоторые стали рассматривать Призрака Киева как составного персонажа, метафорически представляющего действия всей украинской авиации.
Как отмечает издание Task & Purpose, данные, предоставляемые украинскими властями, малодетализированы, что делает вероятность существования такого лётчика-аса маловероятным. В свою очередь, сетевое издание Urban Legends Reference Pages, занимающееся разоблачением городских легенд, также определило историю как выдумку. Сетевое издание The Aviationist отметило, что «Призрак Киева» — это «пример причудливых искажений … усиленных хаосом войны».
Австрийский авиационный историк Том Купер обратил внимание, что ни в одном случае не были предоставлены сведения о бортовых номерах или фамилиях лётчиков ни украинского, ни предположительно «атакованных» российских летательных аппаратов. Купер сделал вывод, что ни одна воздушная победа не подтверждается фактическими данными и существование лётчика является «легендой». Он привёл в пример единственное снятое видео воздушного боя, в котором украинский истребитель атаковал российские вертолёты неуправляемыми ракетами.
Эксперты Королевского объединённого института оборонных исследований также отметили в своём докладе, что, хотя самолёты ВВС Украины и были замечены за патрулированием воздушного пространства на Киевом, однако различные кадры воздушных боёв с самолётами ВКС России оказались подделками, изготовленными с помощью авиасимуляторов.
Специалист по информатике из Нью-Йоркского университета, занимающаяся политической коммуникацией, Лаура Эдельсон отмечает, что «Призрак Киева стал ранним уроком для украинских чиновников. Я думаю, что они отказались от подобных вещей. Когда вы разговариваете с Западной Европой и Северной Америкой, вам нужно, чтобы вас воспринимали как человека, заслуживающего доверия. Был поворот от рассказа истории этого мифического лётчика-истребителя к рассказу историй обычных украинцев».